# Климова, Рита
Рита Климова (чеш. Rita Klímová, в девичестве Будинова; 10 декабря 1931, Румыния — 30 декабря 1993, Прага) — чешский политик и экономист, посол Чехословакии в США, диссидентка во времена коммунистического режима в ЧССР.

## Биография
Отец Риты — Станислав Будин (имя при рождении — чеш. Bencion Bať, 1903—1979), коммунистический журналист и писатель с псевдонимом Batya Bat. Семья выехала в Соединённые Штаты вскоре после вторжения нацистской Германии в Чехословакию в 1939 г. и проживала в Нью-Йорке, где Рита училась в школе.
Рита вернулась в Чехословакию в 1946 году, училась в средней школе и колледже. Первоначально придерживаясь коммунистических идей, в 1948 г. она вступила в коммунистическую партию Чехословакии. Одновременно с учёбой в университете работала на фабрике.
Читала лекции по экономике в Карловом университете; в 1950-х — начале 1960-х годов участвовала в «чистке» университетских коллег-либералов. Во время Пражской весны 1968 г. её привлекла программа реформ Александра Дубчека, и она способствовала передаче конфиденциальной информации западным СМИ. После ввода в Чехословакию войск Варшавского договора продолжала поддерживать реформы и в 1970 была уволена из университета, в 1970 г. исключена из партии.
Работала переводчиком, но потеряла и эту работу после того, как её отец подписал Хартию 77. При содействии сына присоединилась к движению Хартии 77, участвовала в распределении подпольно ввезённого печатного оборудования, восстановлении независимой газеты. Став одним из известных чехословацких диссидентов, она устраивала в своей квартире встречи экономистов-диссидентов, одним из участников которых был Вацлав Клаус, будущий премьер-министр (1992—1997) и президент Чехии (2003—2013). Стала убеждённой сторонницей рыночной экономики, писала в самиздате статьи по экономическим вопросам под псевдонимом «Adam Kovárc» (буквальный перевод на чешский язык имени Адама Смита).
Во время Бархатной революции 1989 г. по просьбе Вацлава Гавела перевела на английский сообщение Гражданского форума. Фактически первой ввела термин «Бархатная революция».
Спустя несколько месяцев после падения коммунистического правительства министр иностранных дел Иржи Динстбир, её давний друг, предложил Р. Климовой пост посла в Соединённых Штатах, несмотря на отсутствие у неё дипломатического опыта. Она ушла в отставку в августе 1992, за четыре месяца до распада Чехословакии. После отставки читала лекции в нескольких университетах США.
Вскоре после назначения на пост посла у неё была диагностирована лейкемия. Умерла от этой болезни в госпитале в Праге.

### Семья
Муж (1956—1966) — Зденек Млынарж (1930—1997) — секретарь ЦК Коммунистической партии Чехословакии (1968—1970). Дети:
- Владимир[чеш.] (р. 15.1.1966) — министр информатики Чехии (2002—2005);
- Милена[чеш.] (р. 1958) — искусствовед, профессор Карлова университета. Названа в честь Милены Есенской, помогавшей семье Станислава Будина эмигрировать в США[6].

Муж (с 1978 г.) — Зденек Клима (ум. 1980), дипломат.